# 布朗温·伊格尔斯
布朗温·伊格尔斯（英語：Bronwyn Eagles，1980年8月23日—），澳大利亚女子田径运动员。她曾代表澳大利亚参加2002年和2010年英联邦运动会田径比赛，获得一枚银牌。她也曾参加2004年夏季奥林匹克运动会。